# Nya Svenska Läroverket
Nya Svenska Läroverket, Lärkan, var ett svenskspråkigt privat läroverk i Helsingfors 1882–1977. Skolan grundades 1882 som en 9-klassig pojkskola och blev samskola 1971. Vid övergången till grundskolesystemet 1977 övergick mellanskoleklasserna till Munksnäs högstadium och gymnasieklasserna bildade Gymnasiet Lärkan.

## Historia
Skolan grundades 1882 som en 9-klassig pojkskola med moderna språk. Skolan inledde sin verksamhet på Brunnsgatan 11. Grundarna var professor Axel Olof Freudenthal, docent Gottfried Magnus Schybergson, och religionslärare samt första rektor Karl Theodor Broberg.
Från 1884 fick skolan bättre utrymmen på dåvarande Henriksgatan (nu Mannerheimvägen). 1888 renoverades för skolan ett hus i Kaisaniemi (Mikaelsgatan 25) i stadsdelen Gloet. 1962 fick skolan ett eget hus vid Stormyrvägen 22 i stadsdelen Södra Haga.
Skolan var den ledande privatskolan under Finlands autonoma tid. Den 25 februari 1971 fick skolan rätt att bli en samskola och 26 maj 1975 blev den 8-klassig. Som mest hade skolan på 1960-talet 335 elever och 36 lärare.
Vid övergången till grundskolesystemet 1977 förenades mellanskoleklasserna med klasserna i Munksnäs svenska samskola till Munksnäs högstadium och gymnasieklasserna bildade Gymnasiet Lärkan.

## Skolans rektorer
- 1882–1883 Karl Theodor Broberg
- 1883–1895 August Ramsay
- 1895–1903 Axel Arrhenius
- 1903–1919 Bernhard Estlander
- 1919–1920 Matias Wasenius
- 1920–1924 Holger Petersen
- 1924–1937 Matias Wasenius
- 1937–1938 Erik Lagus
- 1938–1947 Eric Bargum
- 1947–1968 Carl Michael Runeberg
- 1968–1977 Tor Lindblom[2]

## Kända alumner
- Bertel von Bonsdorff, läkare
- Albert de la Chapelle den yngre, genetiker
- Carl-Erik Creutz, radioman
- Werner Ekman, sportskytt
- Ragnar Rudolf Eklund, författare, journalist
- Kurt af Enehielm, jurist, politiker
- Birger Federley, arkitekt
- Gunnar Finne, skulptör
- Bertel Gripenberg, poet
- Georg Achates Gripenberg, diplomat
- Erik Grotenfelt, poet
- Olof B. Hansson, arkitekt, professor
- Olaf Homén, översättare, litteraturhistoriker
- Gunnar Höckert, långdistanslöpare
- Bengt Idestam-Almquist, författare, journalist, filmkritiker, filmhistoriker
- Walter Jakobsson, konståkare
- Arne Jörgensen, biblioteksman, bokhistoriker
- Rolf Lagerborg, filosof, författare, professor
- Gunnar Landtman, sociolog
- Aleko Lilius, författare, journalist
- Algoth Niska, fotbollsspelare, spritsmugglare
- Carl Adam Nycop, journalist, chefredaktör, författare
- Ragnar Numelin, diplomat, författare
- Moses Pergament, kompositör, musikkritiker
- Einar Runeberg, läkare
- Birger Runeberg, läkare, professor
- Eugen Schauman, aktivist
- Göran Schildt, författare
- Gustaf Strengell, arkitekt, skriftställare
- Per Henrik Taucher, reklamman
- William Thuring, skeppsredare, William Thuring-priset
- Jarl Wasastjerna, fysiker, ambassadör
- Carl Wrede, skulptör
- Alexander Boldt, författare

## Bilder

Lärkan 1888–1962 på Mikaelsgatan 25
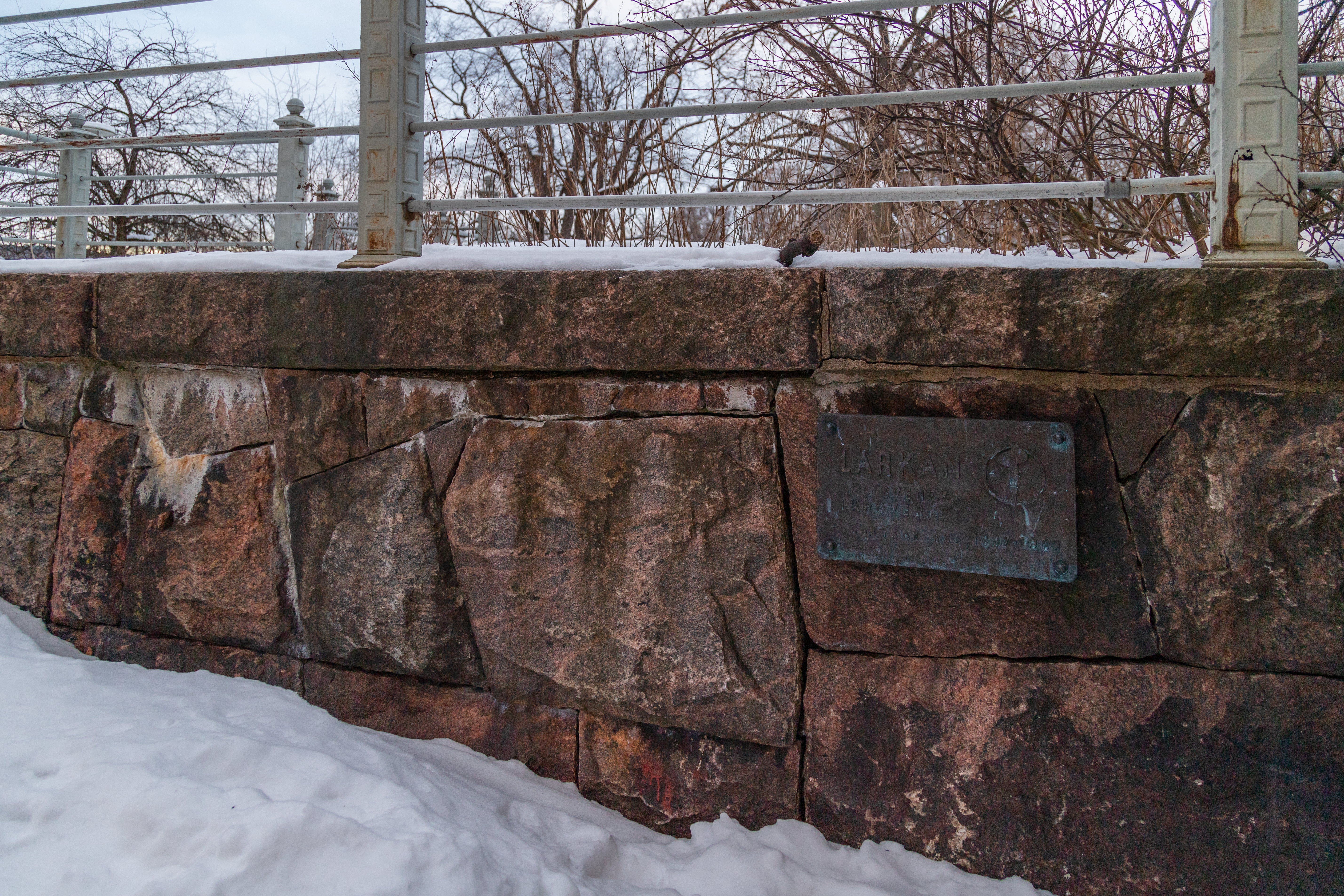
Minnesplakett över Lärkan 1882–1962 på Mikaelsgatan 25
Lärkans III klass, 1901 av Signe Brander
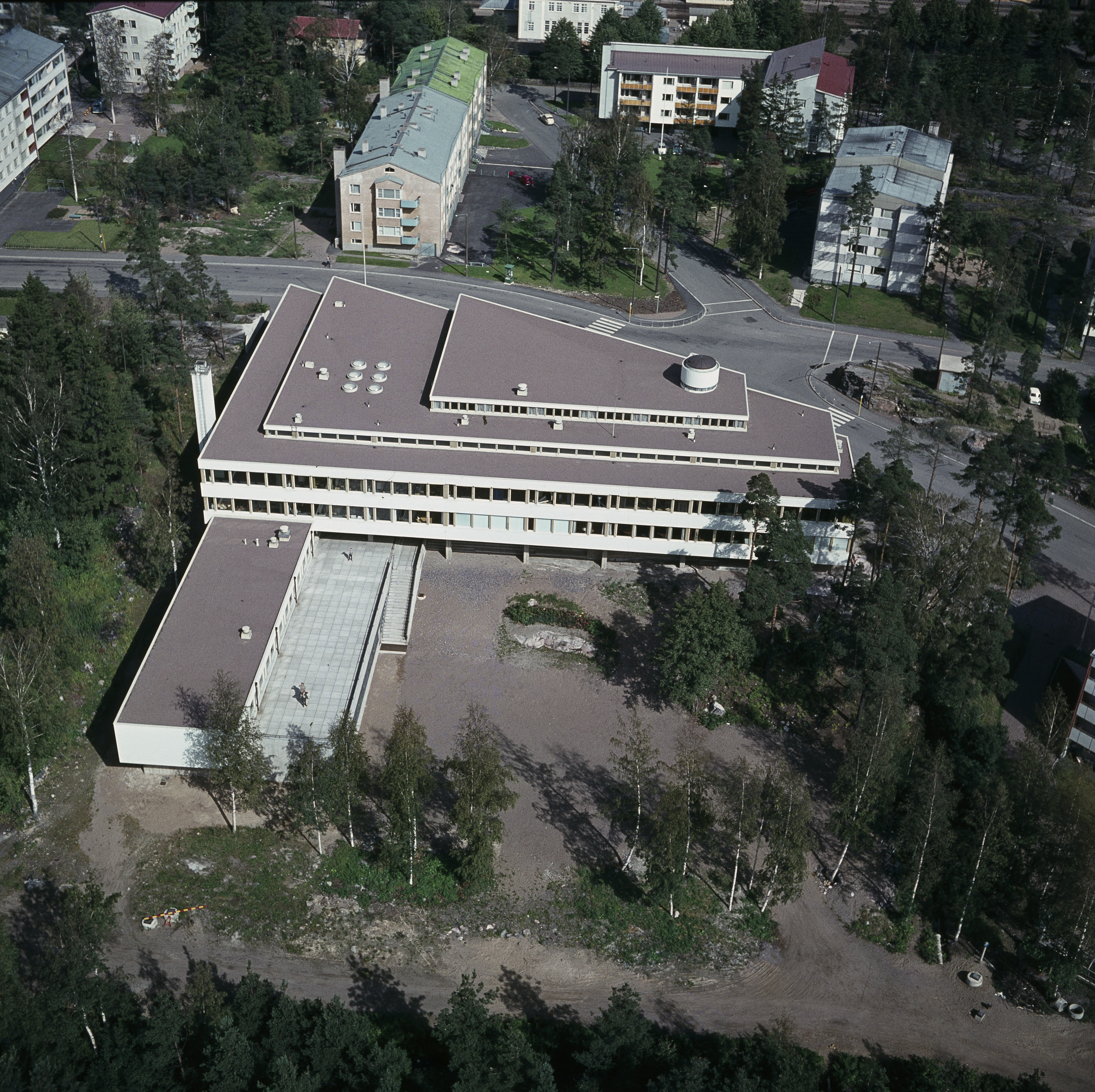
Lärkan 1962–1977 på Stormyrvägen 22, bild 1964

## Publikationer om skolan
- Nya svenska läroverket 1882-1892, August, Ramsay (red.), Helsingfors 1892.
- Nya svenska läroverket 1882-1907, Wasenius, Matias (red.), Helsingfors 1907.
- Nya svenska läroverket i Helsingfors 1882-1932, Minnesskrift, Helsingfors 1932.
- Nya svenska läroverket 75 år, Kronika och matrikel 1932-1957, Antell, Kurt., m.fl (red.), Borgå 1957.
- Nya svenska läroverket - Gymnasiet Lärkan hundra år 1882-1982, Festskrift utgiven av Kamratförbundet Lärkorna och Sällskapet smågossarna, Helsingfors 1982.
- Nya svenska läroverket 1882-1907, Esbo 1992.
- Lärkan 110 år, Helsingfors, 1992.
- En berättelse om Lärkan, Bengt Ahlfors, 2007.